# Функ, Ханс фон
Ханс фрайхерр фон Функ (нем. Hans Freiherr von Funck; 23 декабря 1891 — 14 февраля 1979) — немецкий военачальник, участник Первой и Второй мировых войн, генерал танковых войск, кавалер Рыцарского креста с Дубовыми листьями.

## Первая мировая война
3 августа 1914 года, прервав обучение в университете, поступил добровольцем на военную службу, в кавалерийский полк. С октября 1914 — на фронте, в декабре 1914 — тяжело ранен. С июня 1915 — лейтенант. С октября 1917 — командир пулемётного эскадрона в драгунском полку. За время войны награждён Железными крестами обеих степеней.

## Между мировыми войнами
В 1919 году воевал против поляков в добровольческой «Железной дивизии», тяжело ранен. Продолжил службу в рейхсвере (в кавалерии).
В 1936-39 годах — военный атташе в Испании (во время гражданской войны, награждён немецким Золотым Испанским крестом с мечами и двумя медалями Испании), с января 1939 — полковник.

## Вторая мировая война
С октября 1939 года — командир танкового полка. Участвовал во Французской кампании, награждён планками к Железным крестам обеих степеней (повторное награждение).
С ноября 1940 — командир танковой бригады, с января 1941 — генерал-майор. В январе-феврале 1941 — бои в Африке.
С февраля 1941 — командир 7-й танковой дивизии (в Германии).
С 22 июня 1941 года участвовал в Великой Отечественной войне. Бои в Литве, затем под Смоленском. В июле 1941 — награждён Рыцарским крестом (№ 356). Затем бои в районе Вязьмы и под Москвой.
С января 1942 года — 7-я танковая дивизия вела бои в районе Ржева. С июня по декабрь 1942 — дивизия на отдыхе во Франции. В сентябре 1942 фон Функ произведен в генерал-лейтенанты.
С января 1943 года — дивизия в боях на южном участке Восточного фронта. За бои под Харьковом в марте 1943 года фон Функ награждён Золотым немецким крестом. В июле 1943 — бои на южном фасе Курской дуги, в августе 1943 года фон Функ награждён Дубовыми листьями (№ 278) к Рыцарскому кресту. В сентябре-ноябре 1943 — в командном резерве.
С декабря 1943 года — командир 23-го армейского корпуса, с марта 1944 — командующий 47-го танкового корпуса, произведён в звание генерал танковых войск. С июня 1944 — бои в Нормандии.
С сентября 1944 — в командном резерве. С 28 февраля 1945 — в отставке из-за последствий тяжёлых ранений. 8 мая 1945 года взят в советский плен.

## После войны
Отпущен из советского плена в Западную Германию в октябре 1955 года.

## Награды
- Железный крест (1914) 2-го класса (12 июня 1915) (Королевство Пруссия)
- Железный крест (1914) 1-го класса (2 декабря 1917)
- Ганзейский крест Гамбурга
- Нагрудный знак «За ранение» (1918) в серебре (Германская империя)
- Почётный крест Первой мировой войны 1914/1918 с мечами (1934)
- Медаль «За выслугу лет в вермахте» с 4-го по 1-й класс
- Медаль «За Испанскую кампанию» (Королевство Испания)
- Военная медаль (Королевство Испания)
- Испанский крест в золоте с мечами
- Пряжка к Железному кресту (1939) 2-го класса (15 мая 1940)
- Пряжка к Железному кресту (1939) 1-го класса (29 мая 1940)
- Нагрудный знак «За танковую атаку» в серебре
- Медаль «За зимнюю кампанию на Востоке 1941/42»
- Немецкий крест в золоте (14 марта 1943)
- Рыцарский крест Железного креста с дубовыми листьями
  - рыцарский крест (15 июля 1941)
  - дубовые листья (№ 278) (22 августа 1943)